# Zygmunt Szyfter
Zygmunt Paweł Szyfter (ur. 12 lutego 1927 w Młynkowie, zm. 4 listopada 2022) – polski działacz żeglarski.

## Życiorys
W 1951 ukończył studia biologiczne na Uniwersytecie Poznańskim.
Od 1946 był członkiem AZS Poznań, kierował jego sekcją żeglarską (1952-1953, 1955-1956 i 1981-1990), był jednym z najbardziej szanowanych działaczy. W latach 1951-1992 był członkiem zarządu AZS Poznań, w latach 1966-1960 członkiem zarządu głównego Akademickiego Związku Sportowego, od 1985 przez trzy kadencje członkiem Głównego Sądu Koleżeńskiego AZS. W latach 1951-1986 wchodził w skład władz Wielkopolskiego Okręgowego Związku Żeglarskiego.
W 1991 otrzymał godność członka honorowego Akademickiego Związku Sportowego, w 2017 zaliczony został do Superseniorów poznańskiego sportu. W 1999 został odznaczony Krzyżem Kawalerskim Orderu Odrodzenia Polski.
Pochowany na cmentarzu parafialnym św. Jana Vianneya w Poznaniu.